# Casanova Lerrone
Casanova Lerrone (im Ligurischen: Casaneuva) ist eine italienische Gemeinde mit 740 Einwohnern (Stand 31. Dezember 2023) in der Region Ligurien. Politisch liegt sie in der Provinz Savona.

## Geographie
Casanova Lerrone liegt am linken Ufer des Baches Lerrone, im gleichnamigen Tal. Die Gemeinde gehört zur Comunità Montana Ingauna und ist circa 60 Kilometer entfernt von der Provinzhauptstadt Savona.
Nach der italienischen Klassifizierung bezüglich seismischer Aktivität wurde die Gemeinde der Zone 3 zugeordnet. Das bedeutet, dass sich Casanova Lerrone in einer seismisch wenig aktiven Zone befindet.

## Klima
Die Gemeinde wird unter Klimakategorie D klassifiziert, da die Gradtagzahl einen Wert von 1929 besitzt. Das heißt, die in Italien gesetzlich geregelte Heizperiode liegt zwischen dem 1. November und dem 15. April für jeweils zwölf Stunden pro Tag.